# لعبة القدر (مسلسل)
لعبة القدر (بالتركية: Kaderimin Yazıldığı Gün)‏ هو مسلسل تلفزيوني تركي تم إنتاجه في سنة 2014-2015، من بطولة أوزكان دينيز، خديجة شنديل وبيغوم كتك.

## القصة
تدور قصة المسلسل عن رجل وامرأة متزوجين وهما عمران وديما يحبان بعضهما كثيراً، إلا أن ديما عقيمة ولا تلد ووسط مطالبات عائلة عمران وحب ديما أن تصبح أم، يلجأ الزوجان لإتخاذ طريقة الأم الحاضنة وتتعاون معهما والدة عمران وهذه الأم هي رفيف التي جائت من الريف والتي تجبر على قبول عرض الزوجين لإنقاذ عائلتها وتدور الكثير من المواقف من جهة عائلة عمران ومن جهة أخرى محمود الذي كان يريد أن يتزوج رفيف منذ ان كانت في الريف.

## الأبطال
- أوزكان دينيز بدور عمران بدور خيام بالدبلجة التونسية
- خديجة شنديل بدور رفيف بدور أليف بالدباجة التونسية
- بيغوم كتك بدور ديما
- سردار أوزير بدور محمود
- غوبري إيليري بدور كرم ابن أخت عمران.
- متين تشكمز بدور ضياء والد عمران.
- غول أوناط بدور نعمة والدة عمران.
- هاكان ميريتشليلر بدور يعقوب شقيق عمران.
- غونكاغول سونار بدور شكران زوجة يعقوب.
- بيرين أريسوي بدور مريم شقيقة عمران.
- كمال كوتشاتورك بدور مسعود زوج مريم.

## روابط خارجية
- لعبة القدر على موقع IMDb (الإنجليزية)
- لعبة القدر على موقع كينوبويسك (الروسية)
- لعبة القدر على موقع قاعدة بيانات الفيلم (الإنجليزية)